# Illa del Príncep de Gal·les (Canadà)
L'illa del Príncep de Gal·les (en anglès Prince of Wales Island, en inuit Kinngailaq) és una illa de l'arxipèlag àrtic canadenc pertanyent al territori de Nunavut. Administrativament, pertany a les regions de Qikiqtaaluk i Kitikmeot.

## Geografia
Amb 33.339 km² l'illa del Príncep de Gal·les és la 10a més gran del Canadà i la 40a del món. Està situada entre les illes Victòria i Stefansson a l'oest, Somerset a l'est i Russell i l'arxipèlag de la Reina Elisabet al nord. L'illa del Príncep de Gal·les, per grandària, ocupa el lloc 40è del món i el 10è del Canadà. El seu punt més alt conegut, un lloc sense nom en el nord-est de l'illa, està situat en les coordenades geogràfiques 73°49′ N i 97°50′ O.
Es tracta d'una illa coberta de tundra amb el litoral molt retallat. Destaquen les badies d'Ommanney a l'oest i Browne a l'est. És bàsicament plana, i sols al nord-est hi ha unes certes elevacions que arriben fins al 415 m a prop del Cap Hardy.
Per raons pràctiques, l'administració de l'illa es divideix entre les regions de Qikiqtaaluk i Kitikmeot. No hi ha nuclis habitats permanents.

## Història

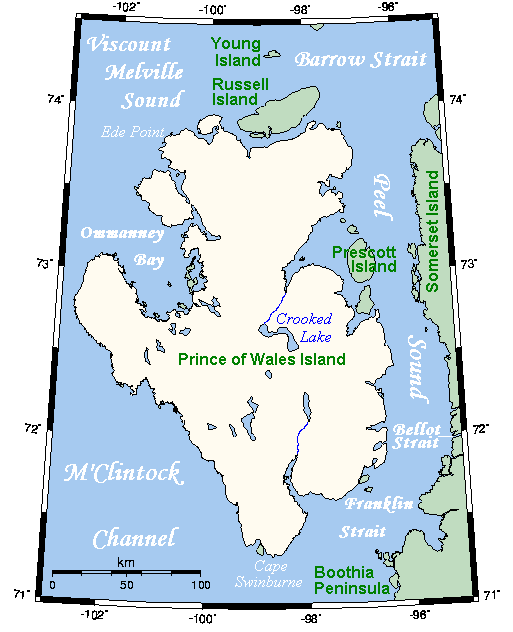
Mapa de l'illa del Príncep de Gal·les

El primer viatge conegut és el de l'espanyol Juan Francisco de la Bodega y Quadra en 1775, posteriorment, en aigües de l'illa va ser el de William Edward Parry en travessar l'estret de Barrow. El 1819 Parry, en la seva segona expedició àrtica, al comandament de dos vaixells (el HMS Hecla i el HMS Griper, dirigit pel tinent Liddon), va recórrer les aigües de l'Estret de Lancaster completament, lliures de gel. Va seguir cap a l'oest, creuant l'estret de Barrow i arribant al Canal del Vescomte Melville. L'expedició tornaria a l'any següent, després d'hivernar a Port Winter (illa de Melville) i haver aconseguit recórrer, sense saber-lo, gairebé la totalitat del Pas del Nord-oest i haver descobert moltes noves terres, entre d'altres, l'illa del Príncep de Gal·les.
El primer europeu a trepitjar l'illa va ser l'irlandès Francis Leopold McClintock el 1851, en una de travessia en trineu. McClintock participava en l'expedició de rescat dirigida per Edward Belcher, que havia salpat d'Anglaterra el 1850 a la recerca de John Franklin, desaparegut a l'Àrtida i del que no se sabia des de 1845. Belcher després hivernar a l'illa Beechey, va dividir les seves forces, enviant el HMS Resolute, comandat per Henry Kellett, i el seu vaixell de suport, el HMS Intrepid, comandat per McClintock, cap a l'oest a través de l'estret de Barrow cap a l'illa de Melville. McClintock, un especialista en travessies en trineu, va reconèixer la zona i va arribar així el 1851 a l'illa del Príncep de Gal·les.
L'illa fou anomenada així en honor de l'hereu de la corona britànica d'aleshores, el futur rei Eduard VII.

## Flora i fauna
L'illa es troba coberta de tundra àrtica, però hi ha (principalment a l'est de l'illa) amples valls amb vegetació més abundant. Les parts baixes de la meitat nord de l'illa es caracteritzen per una vegetació escassa, representada principalment per molses, així com plantes herbàcies i arbustives de creixement baix (Saxifraga oppositeifolia, rosella polar, diverses espècies de dríada, cobresia i careix). A les zones humides, la coberta de vegetació contínua està formada per molses, joncs i saxífragues. Amb l'escalfament climàtic del segle passat, el salze àrtic i el salze de Richardson s'han estès a la part sud de l'illa. Gran part del subsòl és permagel, sent una plana sense arbres en general.
La tundra àrtica està congelada durant gran part de l'any. El sòl allí està congelat de 25 a 90 cm cap avall i és impossible que els arbres creixin. En el seu lloc, les terres nues i a vegades rocoses només poden suportar plantes de creixement baix com a molses, brucs i líquens.
A l'illa només es perceben dues estacions, l'hivern i estiu; l'hivern és molt fred i fosc, amb una temperatura mitjana al voltant de –28 °C, que a vegades baixa a –50 °C. Durant l'estiu, les temperatures pugen una mica i la capa superior del sòl congelat estacionalment es fon, deixant el sòl molt xop. En aquesta època la tundra està coberta per maresmes, llacs, pantans i rius. En general les temperatures diürnes durant l'estiu s'eleven a aproximadament 12 °C però sovint poden baixar a 3 °C o fins i tot per sota del punt de congelació 0 °C.

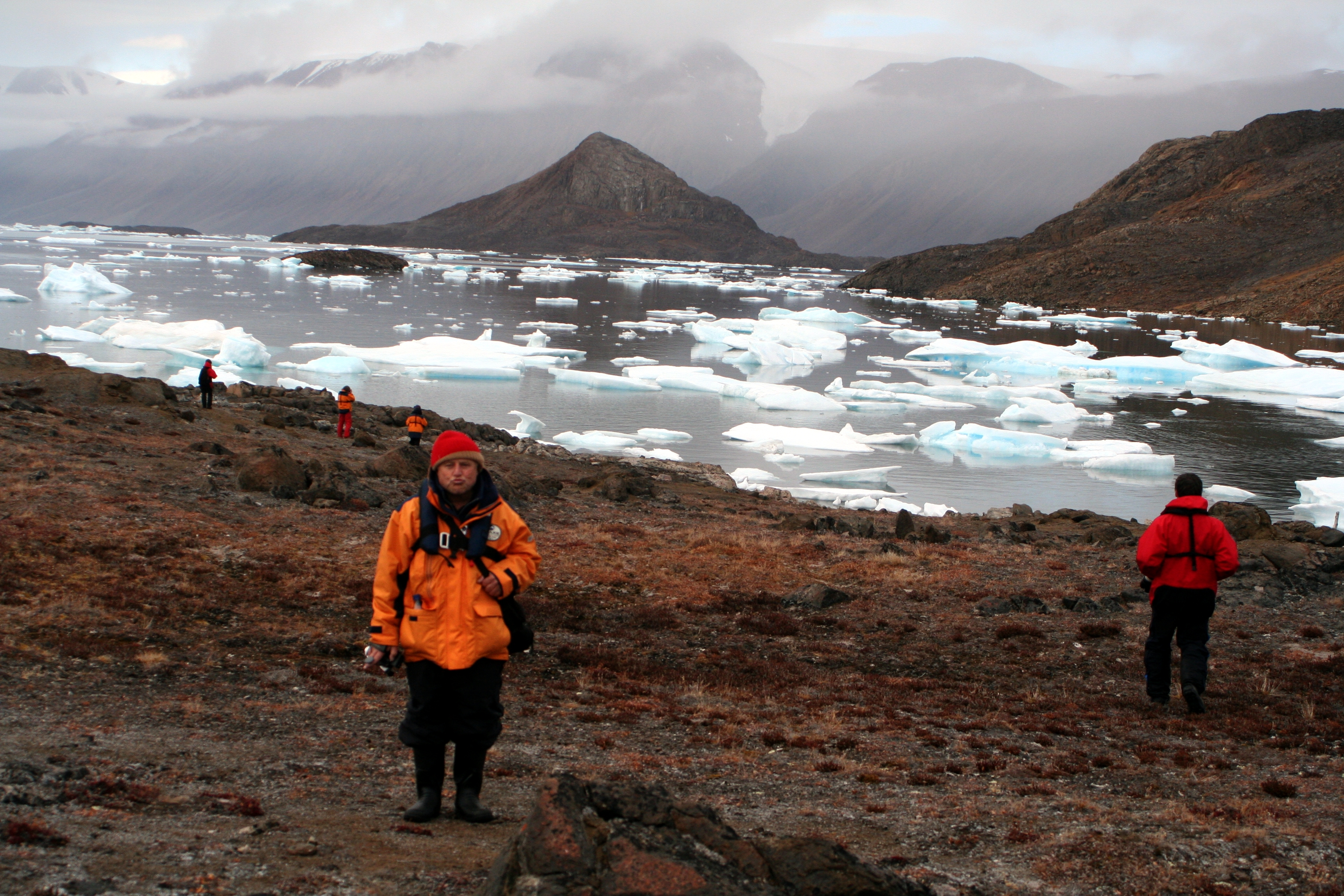
Tundra en l'àrtic

La tundra tendeix a ser ventosa, amb vents que sovint bufen a més de 50–100 km/h. No obstant això, en termes de precipitació, és similar al desert, amb solo al voltant de 15–25 cm de precipitació anual (l'estiu és típicament la temporada de màxima precipitació). Durant l'estiu el permagel es fon prou com per a permetre que les plantes creixin i es reprodueixin, però pel fet que el sòl per sota d'aquest està congelat, l'aigua no pot enfonsar-se més, per la qual cosa l'aigua forma llacs i maresmes durant els mesos d'estiu.
La biodiversitat és baixa: hi ha unes 1700 espècies de plantes vasculars i només 48 espècies de mamífers terrestres, encara que gran nombre d'ocells migren cada any als marenys. També hi ha algunes espècies de peixos encara que poques amb grans poblacions. Entre els animals notables en la tundra àrtica es destaquen el caribú (ren), el bou moscat, la llebre àrtica, la guineu àrtica, el mussol nival, els lemmings i els óssos polars (només prop de les masses d'aigua alimentades pels oceans). La tundra està en gran part desproveïda de peciloterms, com a granotes o llangardaixos. Els bous mesquers estan molt estesos, sobretot a la part nord-est de l'illa. El caribú de Peary també és comú, principalment al nord. Altres animals a la part baixa de l'illa són la llebre àrtica, la guineu àrtica, l'ós polar; a les aigües del voltant de l'illa hi ha foques i balenes. Les aus marines comunes i les aus aquàtiques, entre les aus rapinyaires es troba el mussol de les neus.

## Mineria en Nunavut
Nunavut alberga jaciments minerals de diverses matèries primeres en tot el territori. Moltes zones de Nunavut han estat explorades en el passat i ja no estan sota tinença minera, però encara tenen un immens potencial per a descobriments minerals o per a ampliar els ja existents. Existeix un inventari de projectes miners que han estat explorats des de 1997 fins a 2020 el qual s'ha elaborat per a destacar les zones en les quals particulars o empreses poden optar per adquirir drets miners. Els projectes s'han identificat principalment a partir de la informació inclosa en la publicació Nunavut Mineral Exploration, Mining and Geoscience Overview i la seva predecessora, la Exploration Overview for the Northwest Territories.
Nunavut té una rica història de prospecció i explotació minera. La mineria moderna va començar en el territori amb la mina de níquel de Rankin Inlet, que va iniciar la seva producció el 1957. Des de llavors, s'han construït diverses mines i, en l'actualitat, Nunavut compta amb quatre mines en funcionament, tres d'or i una de ferro.
Els geocientíficos han dividit els Territoris del Nord-oest i Nunavut en nou regions geològiques, conegudes com a "províncies", cadascuna de les quals presenta una edat o història diferent, i també el seu mateix tipus de potencial mineral atractiu i divers.
La indústria dels recursos minerals és el sector privat més important de l'economia del territori.